# Kulturlandschaft Paasdorf

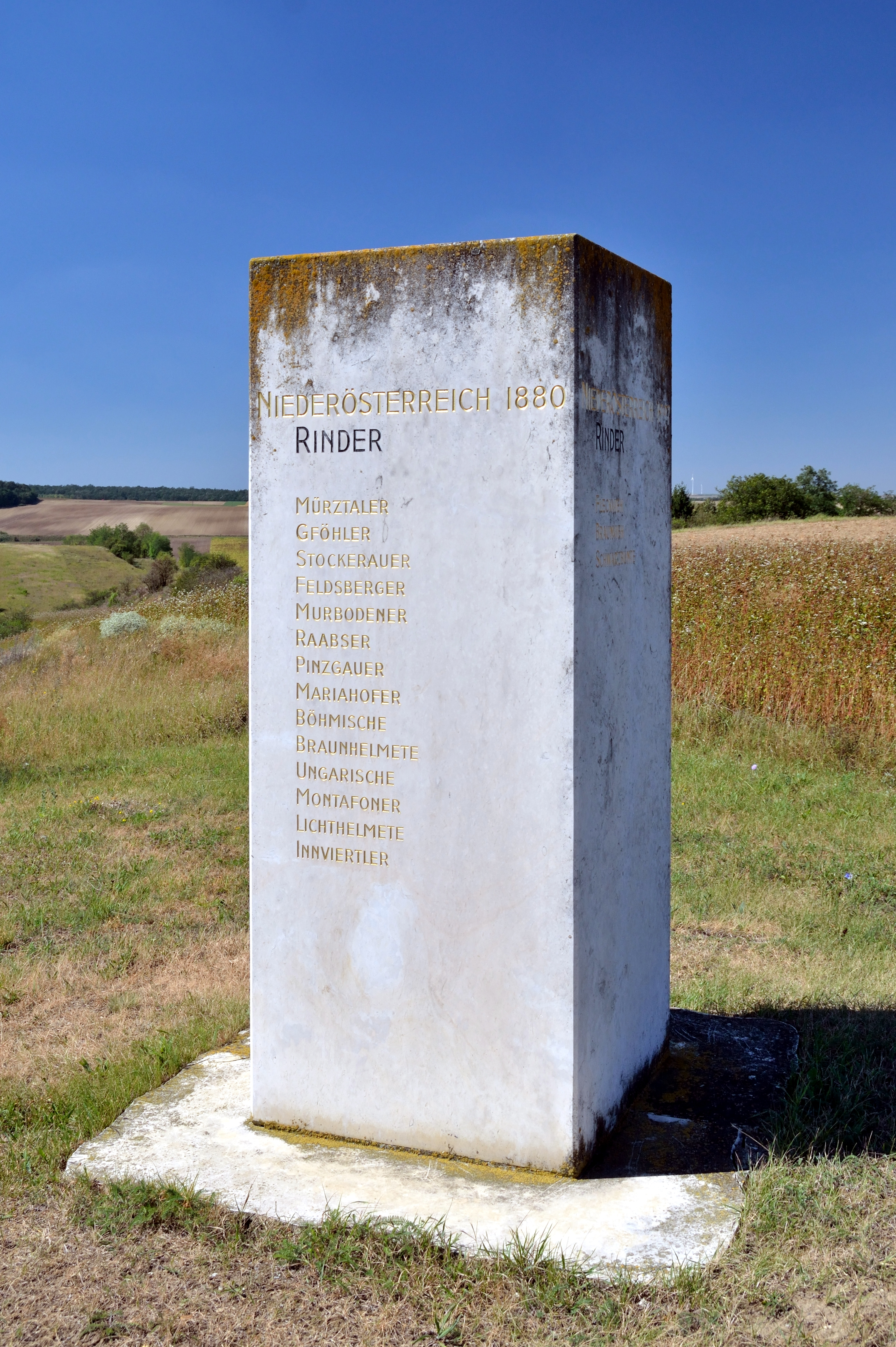
Mahnmal für verlorengegangene Artenvielfalt von Ingeborg Strobl

Die Kulturlandschaft Paasdorf wurde 1995 „In der Dick“ südöstlich der Ortschaft Paasdorf in der Gemeinde Mistelbach an der Zaya mit einem „Autobahnabschnitt“ eröffnet. Seitdem wird dieses Land-Art-Projekt gemeinsam mit lokalen und ausländischen Künstlern, Landschaftsplanern und der Gemeinde weiterentwickelt. Mittlerweile wurden in dem Areal 6 Objekte errichtet.

## Kunstobjekte

### Mahnmal für verlorengegangene Artenvielfalt
Das „Mahnmal für verlorengegangene Artenvielfalt“ wurde im Jahr 1997 von Ingeborg Strobl errichtet. Das Mahnmal stellt den Verlust der Artenvielfalt am Beispiel der Rinderrassen dar. Das Monument ist ein einfacher Quader aus Kalkstein, in dem die Namen der in Niederösterreich heimischen Rinderrassen des Jahres 1880 und des Jahres 1996 eingraviert sind, wobei der Rückgang von 14 auf 3 Arten dokumentiert wird.

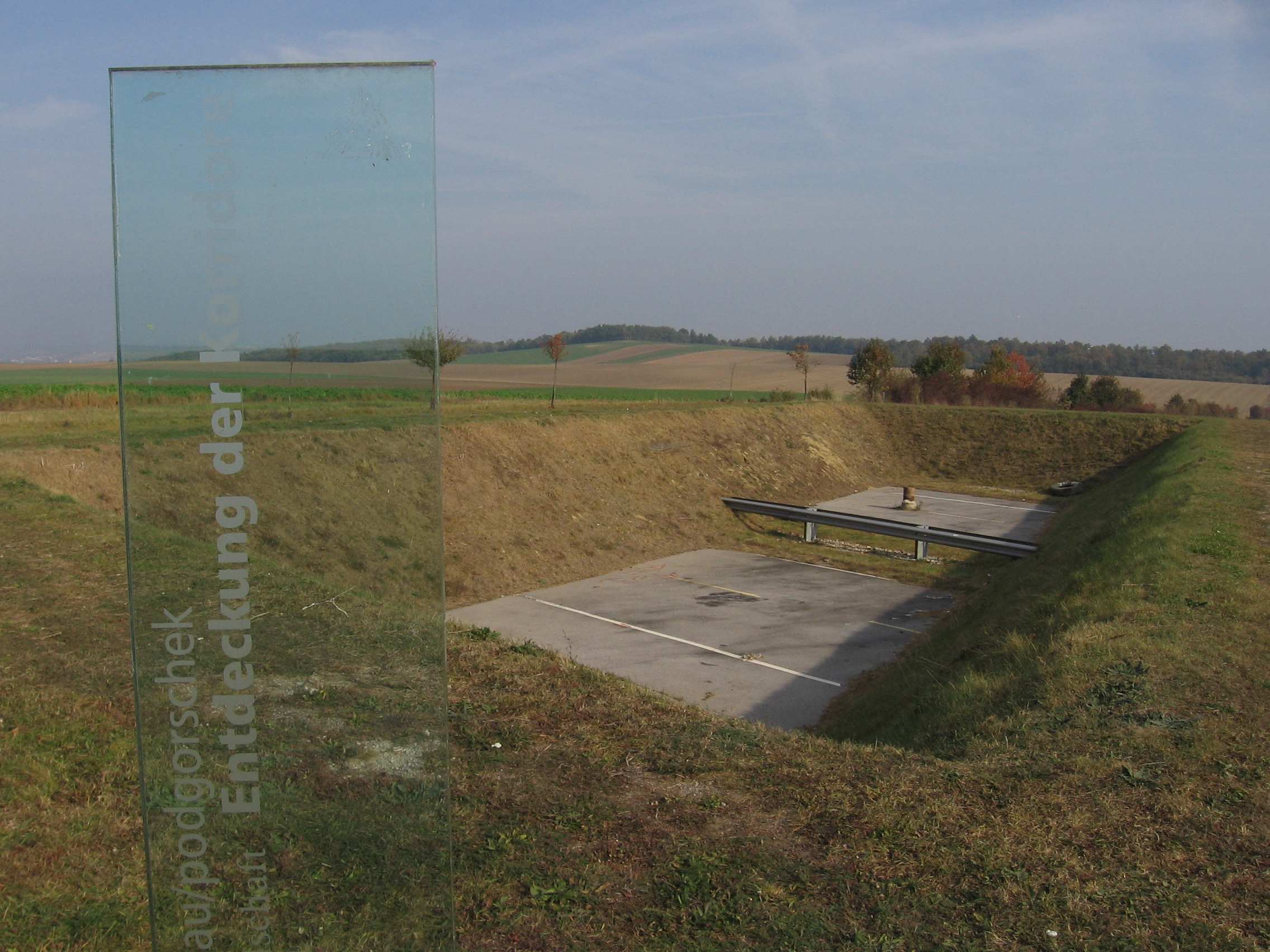
Das Projekt „Entdeckung der Korridore“ des Künstlerduos PRINZGAU/podgorschek

### „Entdeckung der Korridore“
Dieses Projekt wurde vom Künstlerduo PRINZGAU/podgorschek im Jahre 1995 errichtet. Es war gleichzeitig das Startprojekt der Kulturlandschaft. Hier wird eine fiktive Ausgrabung dargestellt, die ein Stück Autobahn zeigt. Diese wird – wie heute mancherorts die Römerstraßen – teils rekonstruiert und gepflegt zur Ansicht für die Allgemeinheit dargestellt. Die Autobahn ist eine Anspielung auf eine geplante Autobahn durch das Weinviertel aus der NS-Zeit, die hier vorbeiführen sollte. Die heute als Nordautobahn A5 bezeichnete Strecke war zum Zeitpunkt der Errichtung des Projekts noch nicht bekannt, diese wurde erst 2009 eröffnet.

### Klangatoll
Das „Klangatoll“ wurde von Andrea Sodomka und Martin Breindl im Jahr 1996 errichtet. In einem runden Erdwall mit nur einer Zugangsöffnung soll der Betrachter innehalten. Im Inneren des Klangatolls, abgeschirmt vom Wind und der Sicht auf die ihn umgebende Landschaft, kann er sich ein akustisches Porträt der Landschaft anhören, das Geräusche aus der Natur und der Zivilisation der Umgebung enthält.

### Eisernes Kreuz
Das Kreuz wurde von Schlosser- und Schmiedeberufsschülern der Gewerbeschule Mistelbach (Leitung Gerhard Rötzer) errichtet. Es ist etwa 3 Meter hoch und besteht aus zusammengeschweißten Kleineisenteilen. Teilweise wurden Elemente wiederverwendet, deren ursprüngliche Nutzung man noch erkennen kann. Das Kreuz befindet sich an einem Punkt mit Blick auf den Ort Paasdorf und stellt einerseits die tiefe religiöse Verwurzeltheit der Region dar, schafft aber durch sein Design die Verbindung zur Moderne, die die Projekte der Kulturlandschaft darstellen.

### Ornamentfragment
Dieses Projekt wurde von Maria Hahnenkamp im Jahr 2000 errichtet. Das im Eingangsbereich der Kulturlandschaft errichtete Objekt besteht aus einer Betonfläche mit ornamentartigen Ausnehmungen, die der Natur überlassen wurden. Dadurch verändert sich das Aussehen des Ornaments im Laufe der Jahreszeiten und Jahre. Die Vorlage des Ornaments selbst stammt aus einem Vorlagenbuch aus dem Jahr 1860.

### Windwürfelhaus
Das „Windwürfelhaus“ wurde von Eva Afuhs im Jahr 1998 errichtet. Es besteht aus zwei „identen“ Elementen aus Roheisen. Ein Element liegt ausgebreitet an einem Hang, das andere zu einem Würfel zusammengefaltet in einer Senke darunter. Die beiden Zustände stellen Situationen dar, die der Wind bei einem Element aus leichtem Material (z. B. Karton) entstehen lässt und beim nächsten Windstoß sofort wieder verändert. Nicht jedoch bei einem Material aus Roheisen, der diese zwei von unzähligen Möglichkeiten von Zuständen dieses Elements wie eine Fotografie erstarren lässt.

## Galerie

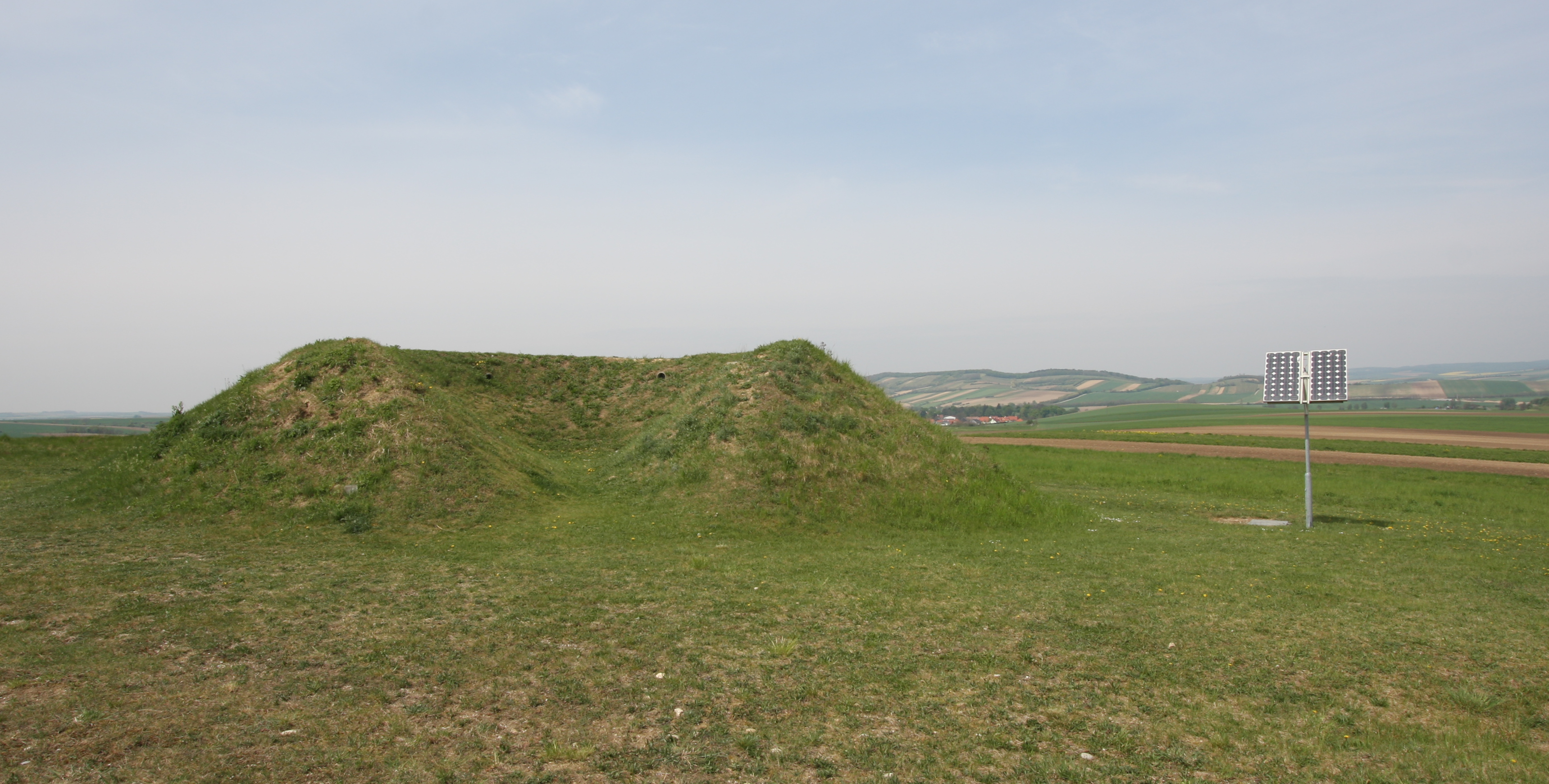
Das Äußere des Klangatolls
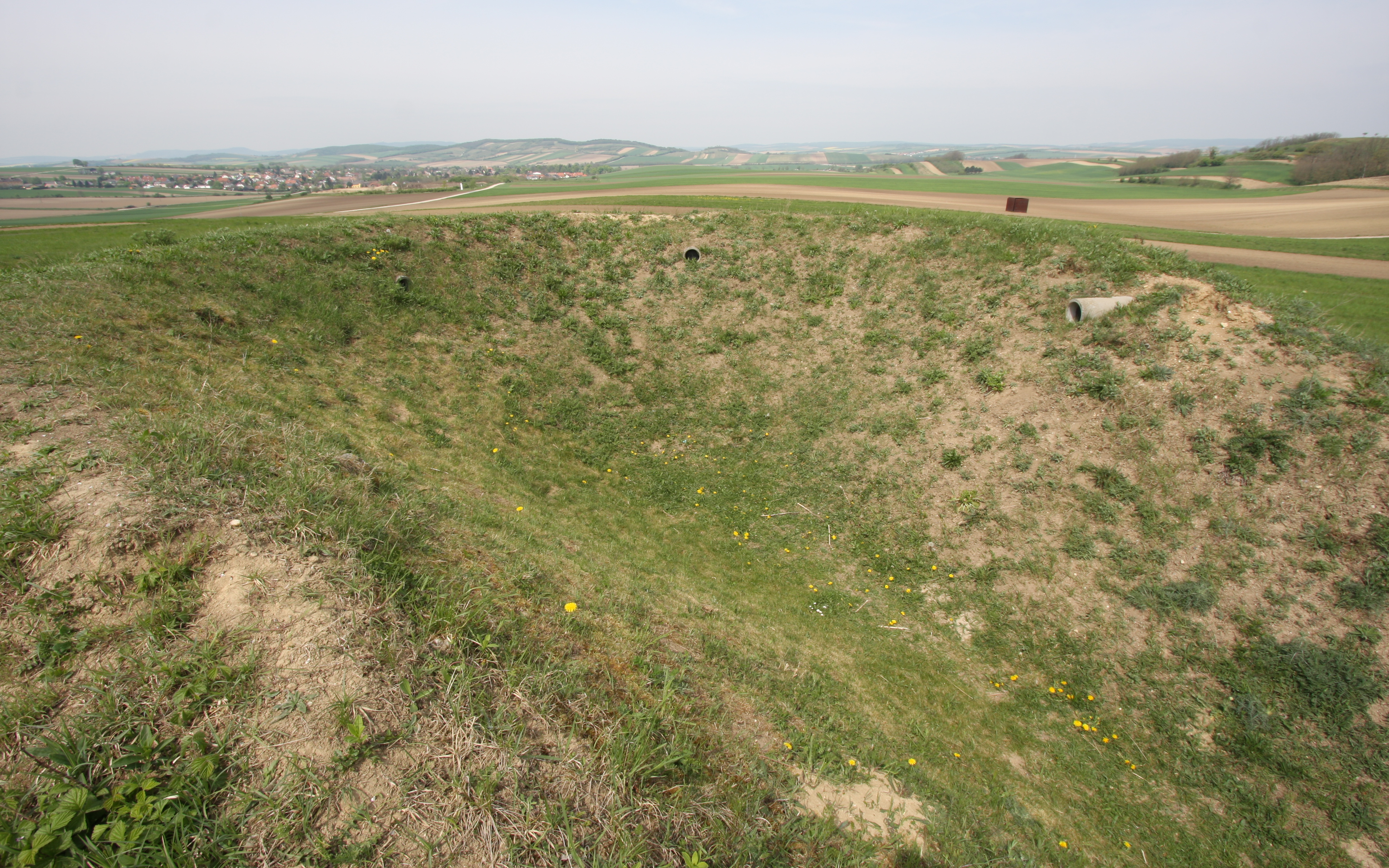
Das Innere des Klangatolls
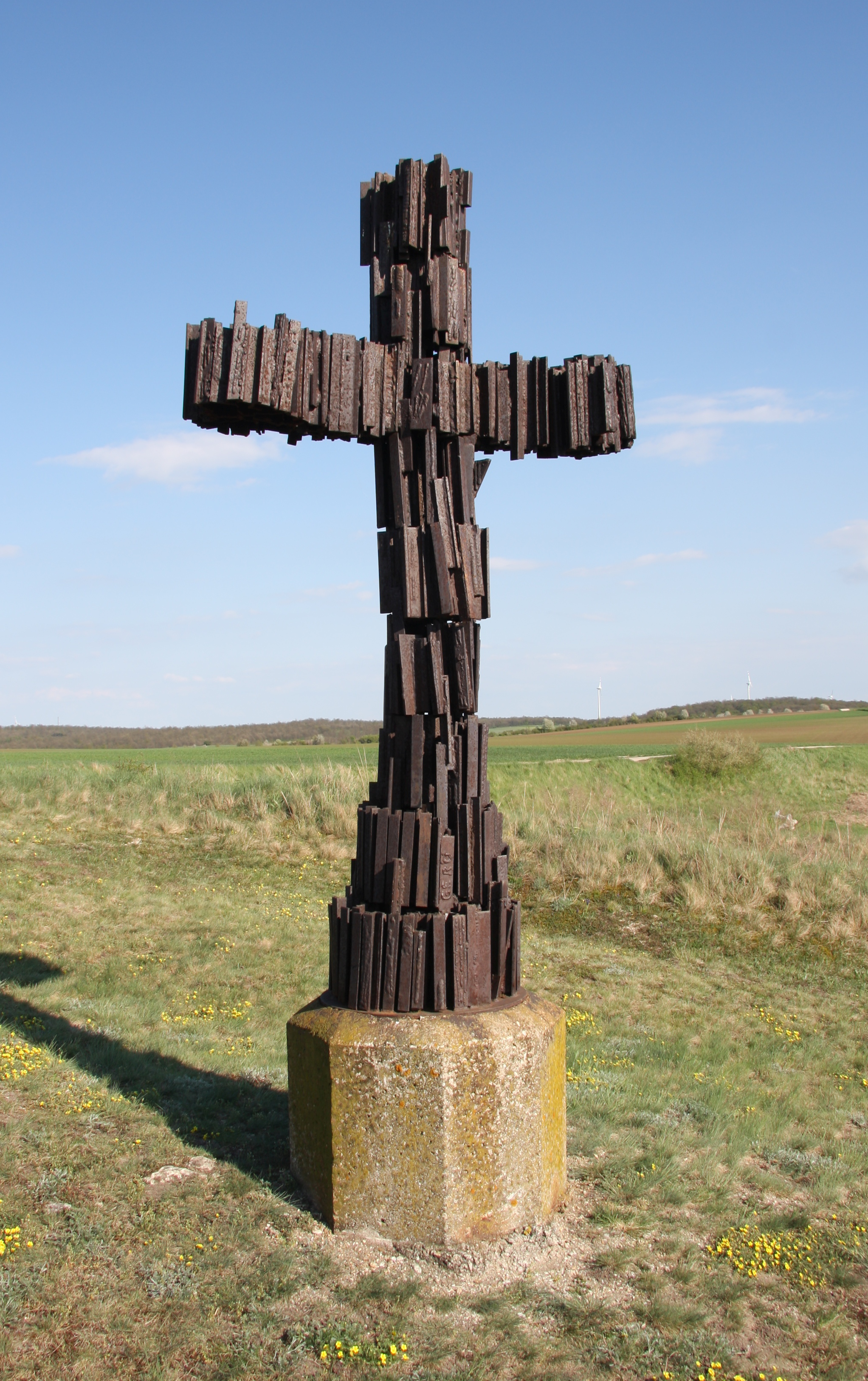
Das Eiserne Kreuz
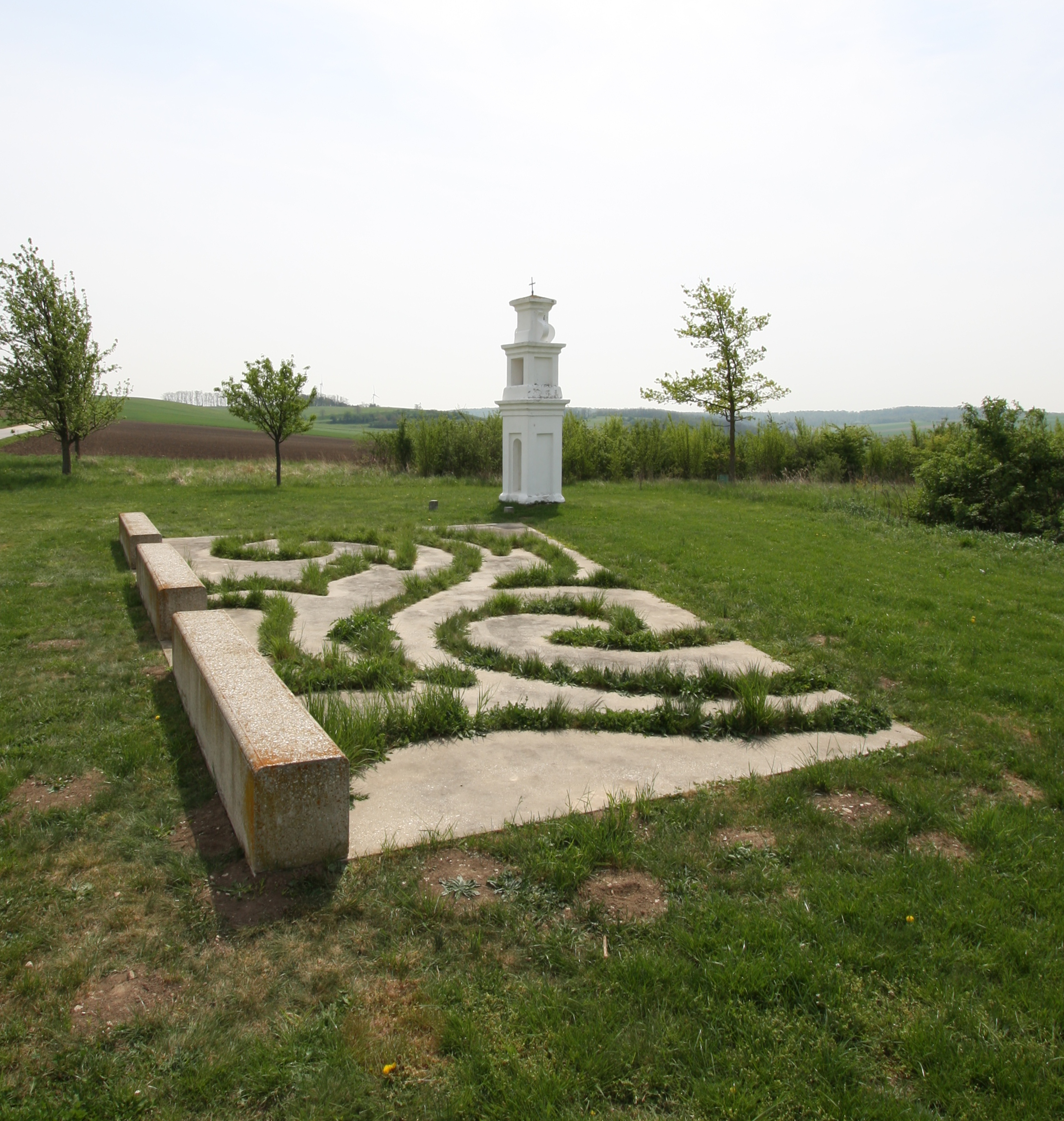
Das Ornamentfragment
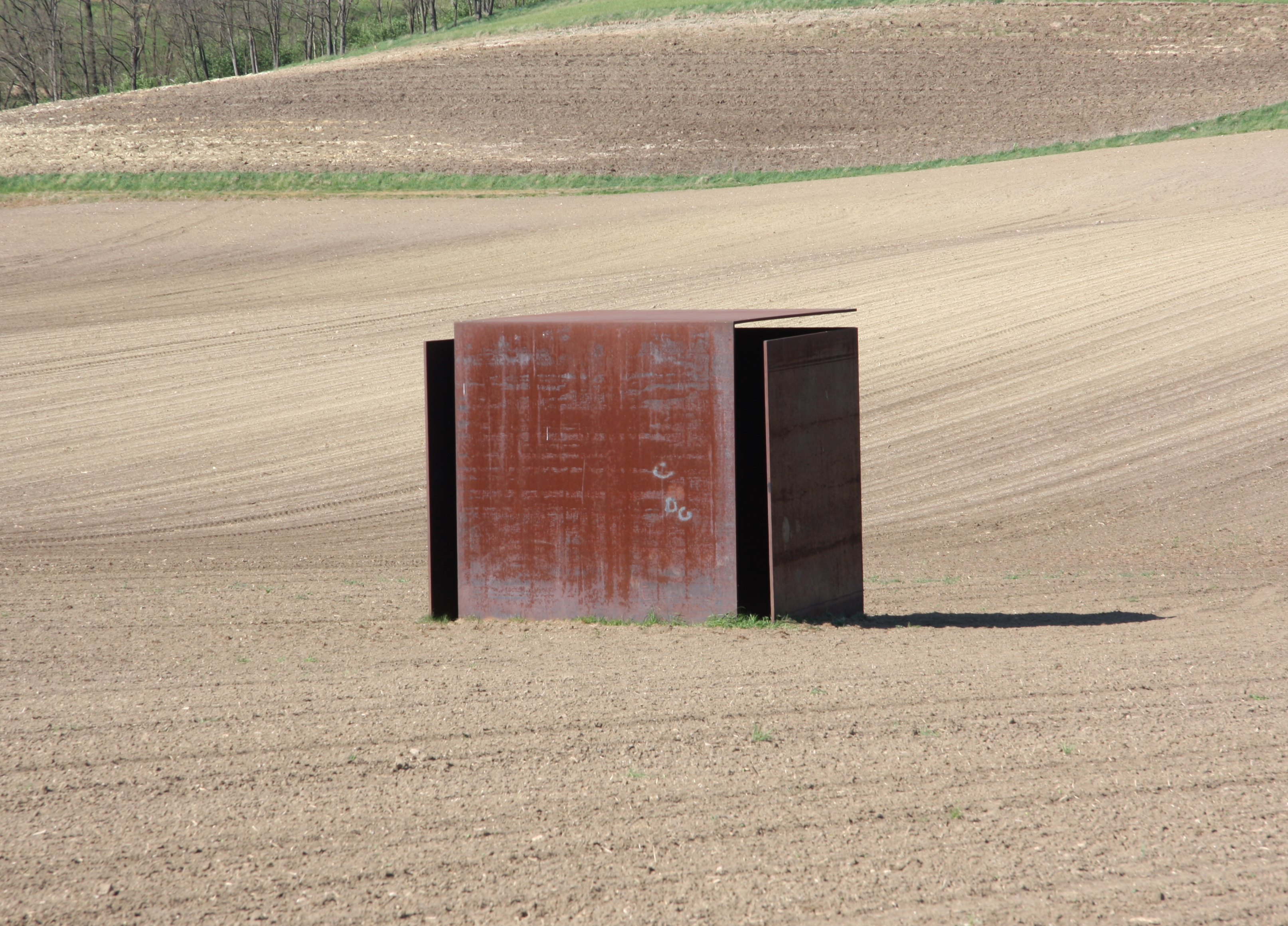
Das „Windwürfelhaus“ von Eva Afuhs